# منتخب التشيك لكرة الماء للرجال
منتخب التشيك لكرة الماء للرجال هو ممثل التشيك الرسمي في المنافسات الدولية في كرة الماء
.